# Idrovia Fissero-Tartaro-Canalbianco
L'idrovia Fissero-Tartaro-Canalbianco, detta anche Fissero-Tartaro-Canalbianco-Po di Levante o Mantova-mare, è una via navigabile lunga 135 km che collega Mantova con il mare Adriatico attraversando la parte orientale della provincia di Mantova, un breve tratto della bassa veronese e tutta la provincia di Rovigo.
Il primo tratto, lungo 22 km, è costituito dal canale Fissero, dall'incile alla conca di Valdaro (presso il porto di Mantova) fino alla confluenza nel fiume Tartaro, poco prima della conca di Trevenzuolo (in comune di Ostiglia).
Il secondo tratto, lungo 18 km, è costituito dal tratto finale del fiume Tartaro, dalla confluenza col Fissero fino alla conca di Torretta Veneta.
Il terzo tratto, lungo 78 km, è costituito dal Canalbianco, un canale ricavato quasi totalmente da un paleoalveo del Tartaro; va dalla conca di Torretta Veneta fino alla conca di Volta Grimana.
Il quarto tratto, lungo 17 km, è un canale ricavato da un antico ramo del delta del Po, ora abbandonato, chiamato Po di Levante; va dalla conca di Volta Grimana fino alla foce in località Porto Levante del comune di Porto Viro.
L'idrovia permette la navigazione di natanti della classe V europea (1500-1600 tonnellate).
Dal 1 gennaio 2020, l'idrovia è gestita da Infrastrutture Venete.

## Tabella percorso
| Tipo        | Denominazione                              | ↓km↓ | ↑km↑ | Provincia | Note                                                                          |
| ----------- | ------------------------------------------ | ---- | ---- | --------- | ----------------------------------------------------------------------------- |
| chiusa      | sbarramento di Formigosa, conca di Valdaro | 0    | 135  | MN        | Incile dal fiume Mincio; dislivello tra 1,7 e 5 m, altezza 12,5 m             |
| porto       | porto di Mantova                           | 1    | 134  | MN        |                                                                               |
| chiusa      | conca di Governolo o di S. Leone           | 13   | 122  | MN        | Collegamento con il fiume Po                                                  |
| confluenza  |                                            | 20   | 115  | MN        | Confluenza col canale Molinella                                               |
| confluenza  |                                            | 22   | 113  | MN        | Confluenza con lo scolo delle paludi di Ostiglia e confluenza nel Tartaro     |
| chiusa      | conca di Trevenzuolo-Ostiglia              | 23   | 112  | MN        | Dislivello 4 m, altezza 12,5-8,5 m                                            |
| ponte       | ponti della ferrovia Verona-Bologna        | 25   | 110  | MN        |                                                                               |
| banchina    | banchina di Ostiglia-Bassa Veronese        | 26   | 109  | MN        |                                                                               |
| porto       | porto industriale della Bayer              | 27   | 108  | MN        | Progetto                                                                      |
| chiusa      | conca di Torretta Veneta                   | 40   | 95   | VR        | Fine del Tartaro, inizio del Canalbianco; dislivello 1,7 m, altezza 8,5-6,8 m |
| ponte       | ponte asburgico di Zelo                    | 50   | 85   | RO        | Stretto e recentemente rialzato.                                              |
| chiusa      | conca di Canda                             | 58   | 77   | RO        | Con banchina e porticciolo; dislivello 2,98 m, altezza 6,8-3,82 m             |
| chiusa      | conca di Bussari                           | 78   | 57   | RO        | Dislivello 2,56 m, altezza 3,82-1,26 m                                        |
| ponte       | ponte della ferrovia Padova-Bologna        | 79   | 56   | RO        | Molto basso, con progetto di rialzarlo                                        |
| porto       | porto di Rovigo                            | 86   | 49   | RO        |                                                                               |
| chiusa      | conche di Baricetta                        | 102  | 33   | RO        | Dislivello 1,26 m, altezza 1,26–0 m                                           |
| chiusa      | conca di Volta Grimana                     | 118  | 17   | RO        | Collegamento col Po; fine del Canalbianco, inizio del Po di Levante           |
| diramazione |                                            | 119  | 16   | RO        | Diramazione dell'idrovia Po-Brondolo                                          |
| porto       | porto di Ca' Cappello                      | ?    | ?    | RO        | Progetto                                                                      |
| foce        |                                            | 135  | 0    | RO        | Nel mare Adriatico, in località Porto Levante                                 |

## Storia
Il primo a intuire che il sistema di bonifica idraulica del bacino del Tartaro-Canalbianco potesse essere utile anche alla navigazione fu Pietro Paleocapa nel 1835, l'artefice stesso delle opere di bonifica.
All'inizio del XX secolo il progetto iniziò ad essere studiato nei dettagli e venne inserito nell'organico "Piano di Sistemazione Generale Adige, Garda, Mincio, Tartaro, Canalbianco, Po di Levante" (detto "Progetto Miliani") del 1938, nel quale si prevedeva di costruire un'idrovia per natanti di 600 tonnellate da Mantova al mare Adriatico lungo i corsi opportunamente modificati del Fissero, del Tartaro, del Canalbianco e del Po di Levante.
Dal 1938 fino alla seconda guerra mondiale fu dunque scavato un diversivo del Canalbianco presso Adria e furono costruite le conche di Governolo e Baricetta.
I lavori ripresero nel 1961 con la sistemazione del tratto compreso tra l'incile e Trevenzuolo e successivamente nel 1985 con la costruzione delle conche di Trevenzuolo, di Torretta, di Bussari (in comune di Bosaro) e di Canda.
Entro il 1994 gran parte del tratto era stato nuovamente sistemato per permettere la navigazione ai natanti della classe V europea.
Gli ultimi lavori hanno riguardato l'armamento della foce, terminato nel 2000, e il rialzo di alcuni ponti, terminato nel 2001.. Nel 2002, dopo i lavori di ripristino eseguiti dal Centro Operativo Veneto per la Navigazione interna (COVNI) in particolare con l'eliminazione del  cavedone (argine di terra trasversale) che separava il tratto veneto da quello lombardo, il canale fu inaugurato ed aperto alla navigazione.